# Пеячевич, Яков
Яков Пеячевич (болг. Яков Пеячевич, 1681, Чипровци, Османская империя — 14 июля 1738, Фюнфкирхен, Австрийская империя) — доктор философии, учёный начала XVIII в., духовник-иезуит.

## Биография
Яков Николов Пеячевич родился в 1681 году в Чипровцах. Его дядя, Георги Пеячевич, один из лидеров Чипровского восстания.
Учился в колледже в Лорето, Италия, в 1706 году вступил в орден иезуитов. До 1721 года живет в Хорватии и Венгрии — в городах Будим-Ерлау и Тирлау, а также в Загребе, где преподает философию в университете. Затем вернулся в Лорето как главный духовник «иллирийского народа» (славян-католиков Боснии, Дубровника и др.). С 1725 года служит в базилике «Святого Петра» в Ватикане.
В конце 1728 года стал главой (супериором) иезуитского коллегиума в Осиеке, Хорватия. С 1729 по 1731 гг. — в городе Фюнфкирхене. С 1731 до 1738 гг. — ректор католической школы в Пожеге, Загреб. После чего снова работает в Фюнфкирхене.
Умер 14 июля 1738 года в Фюнфкирхене (сейчас город Печ в Венгрии).
Род Пеячевичей, бывший в близком родстве с Парчевичами, приобрёл наследственный графский титул и в XIX веке принадлежал к числу первых родов хорватской и словенской аристократии. Граф Гаврил Пеячевич после Освобождения был кандидатом в князья Болгарии, но вместо него был выбран Александр Баттенберг. Родословная рода подробно описана графом Юлианом Пеячевичем, который предоставил её Константину Иречеку.

## Творчество
Яков Пеячевич является автором труда «Тезиси по обща философия» — «Сбито изложение на старите и нови географски сборници, или географско изложение на Европа, Азия, Африка и Америка» (Загреб, 1714). Значительный для своего времени труд по истории и географии мира. Особое место в нем занимает история и география Балканского полуострова.